# Piz Sardona
Piz Sardona lub Surenstock – szczyt w Alp Glarneńskich, części Alp Zachodnich. Leży w Szwajcarii, na granicy kantonów Glarus i St. Gallen. Należy do podgrupy Alp Glarneńskich właściwych. Szczyt można zdobyć ze schroniska Sardonahütte (2157 m).